# Авиация ВМС Бразилии
Авиация ВМС Бразилии (порт. Aviação Naval) — одна из трёх основных составляющих Военно-морских сил Бразилии. По состоянию на 2009 год ВМС Бразилии имеют в своём составе один авианосец А12 «Сан-Паулу», на борту которого могут базироваться до 22 самолётов и до 17 вертолётов. Морская авиация Бразилии — почти исключительно палубная и не имеет самолётов берегового базирования. Задачи морской патрульной авиации возложены не на Авиацию ВМС, а на ВВС Бразилии. До 1997 года флоту в законодательном порядке было запрещено использовать самолеты с фиксированным крылом. Все самолёты относились к ВВС Бразилии, а морская авиация располагала только вертолётами. В 1997 году этот запрет наконец был снят, и ВМС добились заключения сделки на приобретение американских палубных штурмовиков А-4 «Скайхок», ранее состоявших на вооружении ВВС Кувейта.
Кроме авианосца «Сан-Паулу», один или два палубных вертолёта различного назначения также имеют на борту фрегаты и крупные корветы ВМС Бразилии.
Морская авиация берегового базирования используется для поисково-спасательны и учебных целей.

## История

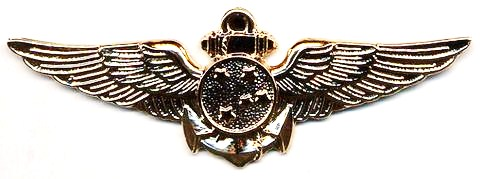
Знак лётчика морской авиации Бразилии

Управление воздухоплавания военно-морских сил (порт. Diretoria de Aeronáutica da Marinha), со штабом в Рио-де-Жанейро, было образовано Указом № 15847 от 18 ноября 1922 года как Команывание воздушной обороны побережья (порт. Comando da Defesa Aérea do Litoral), и получило своё нынешнее название Указом № 16237 от 5 декабря 1923 года.
Оно было реорганизовано в соответствии с Законом № 1658 от 4 августа 1952 года и его деятельность регулируется Указом № 36327 от 15 октября 1954 года.
Современные положения были приняты постановлением Главного материального управления ВМС (порт. Diretor-Geral do Material da Marinha) № 29 от 1 апреля 2003 года.
26 ноября 1924 года Морская авиация была расформирована, однако, уже 23 декабря 1925 года, Указом № 17153, снова воссоздана.
В январе 1941 года, Указом Президента Республики, морская и армейская авиация Бразилии объединялись и образовывали Национальные воздушные силы (порт. Força Aérea Nacional), ставшие впоследствии Военно-воздушными силами Бразилии (порт. Força Aérea Brasileira (FAB).
В 1953 году Морская авиация Бразилии была снова воссоздана.

## Организация
Командование морской авиации (порт. Comando da Força Aeronaval)
- 1-я истребительно-штурмовая авиационная эскадрилья (порт. 1º Esquadrão de Aviões de Interceptação e Ataque (VF-1))[5], Военно-морская авиабаза Сан-Педру-да-Алдея
- 1-я разведывательно-штурмовая вертолётная эскадрилья (порт. 1º Esquadrão de Helicópteros de Esclarecimento e Ataque (HA-1))[6], Военно-морская авиабаза Сан-Педру-да-Алдея
- 1-я противолодочная вертолётная эскадрилья (порт. 1º Esquadrão de Helicópteros Anti-Submarino (HS-1))[7], Военно-морская авиабаза Сан-Педру-да-Алдея
- 1-я вертолётная эскадрилья общего назначения (порт. 1º Esquadrão de Helicópteros de Emprego Geral (HU-1))[8], Военно-морская авиабаза Сан-Педру-да-Алдея
- 2-я вертолётная эскадрилья общего назначения (порт. 2º Esquadrão de Helicópteros de Emprego Geral (HU-2))[9], Военно-морская авиабаза Сан-Педру-да-Алдея
- 3-я вертолётная эскадрилья общего назначения (порт. 3º Esquadrão de Helicópteros de Emprego Geral (HU-3))[10], Авиабаза Манаус
- 4-я вертолётная эскадрилья общего назначения (порт. 4º Esquadrão de Helicópteros de Emprego Geral (HU-4))[11], Речная база Ладариу
- 5-я вертолётная эскадрилья общего назначения (порт. 5º Esquadrão de Helicópteros de Emprego Geral (HU-5))[12], База военно-морской авиации Риу-Гранди
- 1-я учебная вертолётная эскадрилья (порт. 1º Esquadrão de Helicópteros de Instrução (HI-1))[13], Военно-морская авиабаза Сан-Педру-да-Алдея

## Пункты базирования
- Военно-морская авиабаза Сан-Педру-да-Алдея (порт. Base Aérea Naval de São Pedro da Aldeia)[14]
- База военно-морской авиации Риу-Гранди (порт. Base de Aviação Naval do Rio Grande)[15]
- Авиабаза Манаус (порт. Base Aérea de Manaus)[16]
- Речная база Ладариу (порт. Base Fluvial de Ladário)[17]

## Боевой состав
| Обозначение формирования или части                   | Вооружение и оснащение                                                                | Место расположения |
| ---------------------------------------------------- | ------------------------------------------------------------------------------------- | ------------------ |
| 1-я истребительно-штурмовая авиационная эскадрилья   | McDonnell-Douglas A-4KU Skyhawk II (AF-1) McDonnell-Douglas ТA-4KU Skyhawk II (AF-1А) | Сан-Педру-да-Алдея |
| 1-я разведывательно-штурмовая вертолётная эскадрилья | Westland Super Lynx Mk.21A (AH-11A)                                                   | Сан-Педру-да-Алдея |
| 1-я противолодочная вертолётная эскадрилья           | Agusta-Sikorsky ASH-3H Sea King (SH-3A) Sikorsky SH-3H Sea King (SH-3B)               | Сан-Педру-да-Алдея |
| 1-я вертолётная эскадрилья общего назначения         | Helibrás HB 350 Esquilo (UH-12) Helibrás HB-355 Esquilo (UH-13)                       | Сан-Педру-да-Алдея |
| 2-я вертолётная эскадрилья общего назначения         | Aérospatiale AS.332F1 Super Puma (UH-14) Eurocopter AS.532 MK1 Cougar (UH-14)         | Сан-Педру-да-Алдея |
| 3-я вертолётная эскадрилья общего назначения         | Helibrás HB 350 Esquilo (UH-12)                                                       | Манаус             |
| 4-я вертолётная эскадрилья общего назначения         | Bell 206B Jet Ranger III (IH-6B)                                                      | Ладариу            |
| 5-я вертолётная эскадрилья общего назначения         | Helibrás HB 350 Esquilo (UH-12) Helibrás HB-355 Esquilo (UH-13)                       | Риу-Гранди         |
| 1-я учебная вертолётная эскадрилья                   | Bell 206 Jet Ranger III (IH-6B)                                                       | Сан-Педру-да-Алдея |

## Техника и вооружение

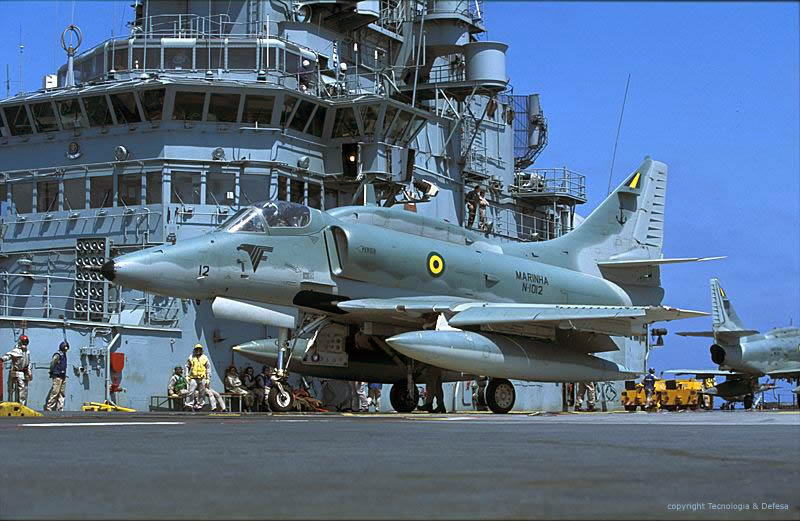
McDonnell Douglas A-4KU

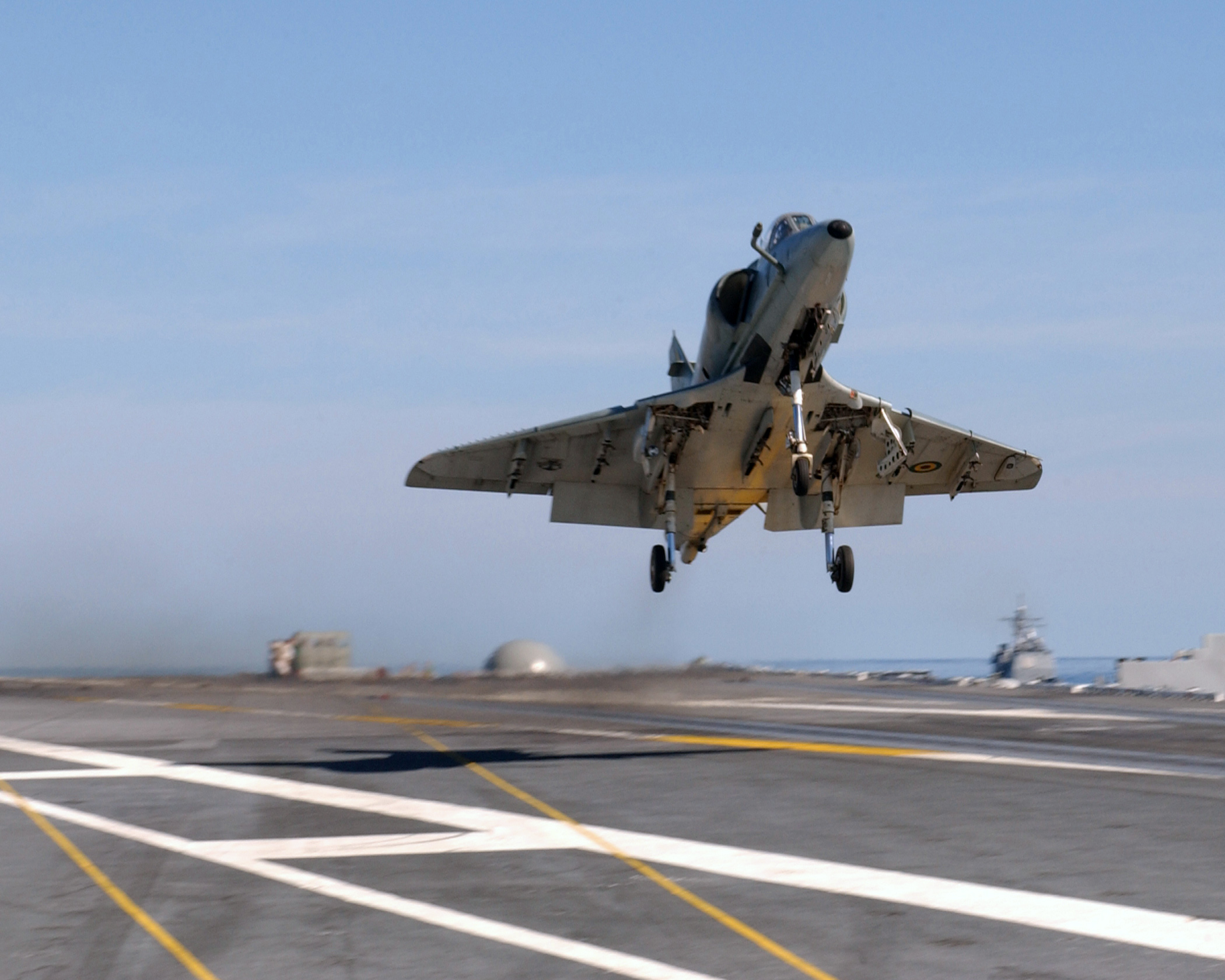
McDonnell Douglas A-4KU совершает посадку на авианосец

Данные о технике и вооружении авиации ВМС Бразилии взяты с официальной страницы морской авиации, а также со страницы журнала Aviation Week & Space Technology.
| Тип                         | Оригинальное название                            | Бразильское обозначение       | Производство   | Назначение                       | Количество | Примечания                                                                  |
| Самолёты                    | Самолёты                                         | Самолёты                      | Самолёты       | Самолёты                         | Самолёты   | Самолёты                                                                    |
| --------------------------- | ------------------------------------------------ | ----------------------------- | -------------- | -------------------------------- | ---------- | --------------------------------------------------------------------------- |
| А-4 Скайхок ТА-4 Скайхок    | McDonnell Douglas A-4KU McDonnell Douglas TA-4KU | AF-1 Skyhawk AF-1A Skyhawk    | США            | палубный штурмовик учебно-боевой | 20 3       | бывшие самолёты ВВС Кувейта                                                 |
| Вертолёты                   |                                                  |                               |                |                                  |            |                                                                             |
| Белл 206B                   | Bell Helicopter Textron 206B                     | IH-6B Bell Jet Ranger         | США            | многоцелевой вертолёт            | 18         |                                                                             |
| AS.322F Супер Пума          | Eurocopter AS332F                                | UH-14 Super Puma              | Франция        | транспортный вертолёт            | 5          |                                                                             |
| AS.532 Кугуар               | Eurocopter AS532                                 | UH-14 Super Puma              | Франция        | транспортный вертолёт            | 2          |                                                                             |
| AS.355F2 Экьюрель           | Eurocopter AS355F2                               | UH-13 Esquilo                 | Франция        | многоцелевой вертолёт            | 8          |                                                                             |
| HB 350B Эскило              | Helicopteros do Brasil SA HB 350B                | UH-12 Esquilo                 | Бразилия       | многоцелевой вертолёт            | 17         | французский вертолёт Eurocopter AS355F2 по лицензии производился в Бразилии |
| SH-3A Си Кинг SH-3B Си Кинг | Sikorsky SH-3A Sikorsky SH-3B                    | SH-3A Sea King SH-3B Sea King | США            | противолодочный вертолёт         | 7          |                                                                             |
| Супер Линкс Mk 21A          | Westland Lynx HAS Mk 21A                         | Westland AH-11A Super Lynx    | Великобритания | противолодочный вертолёт         | 13         |                                                                             |

## Опознавательные знаки авиации ВМС Бразилии

Опознавательный знак
Знак на киль

## Галерея

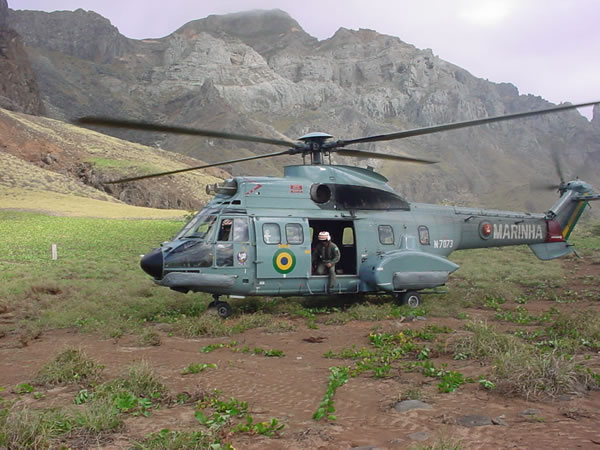
Eurocopter AS332F
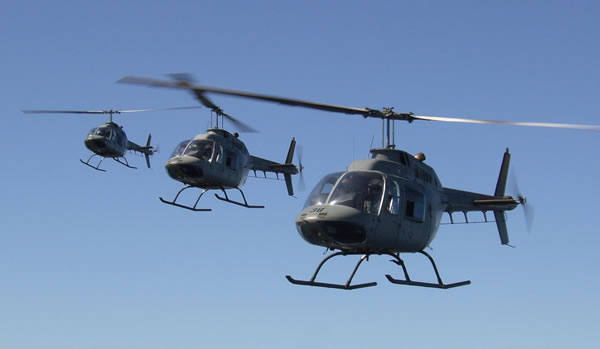
Bell Helicopter Textron 206B
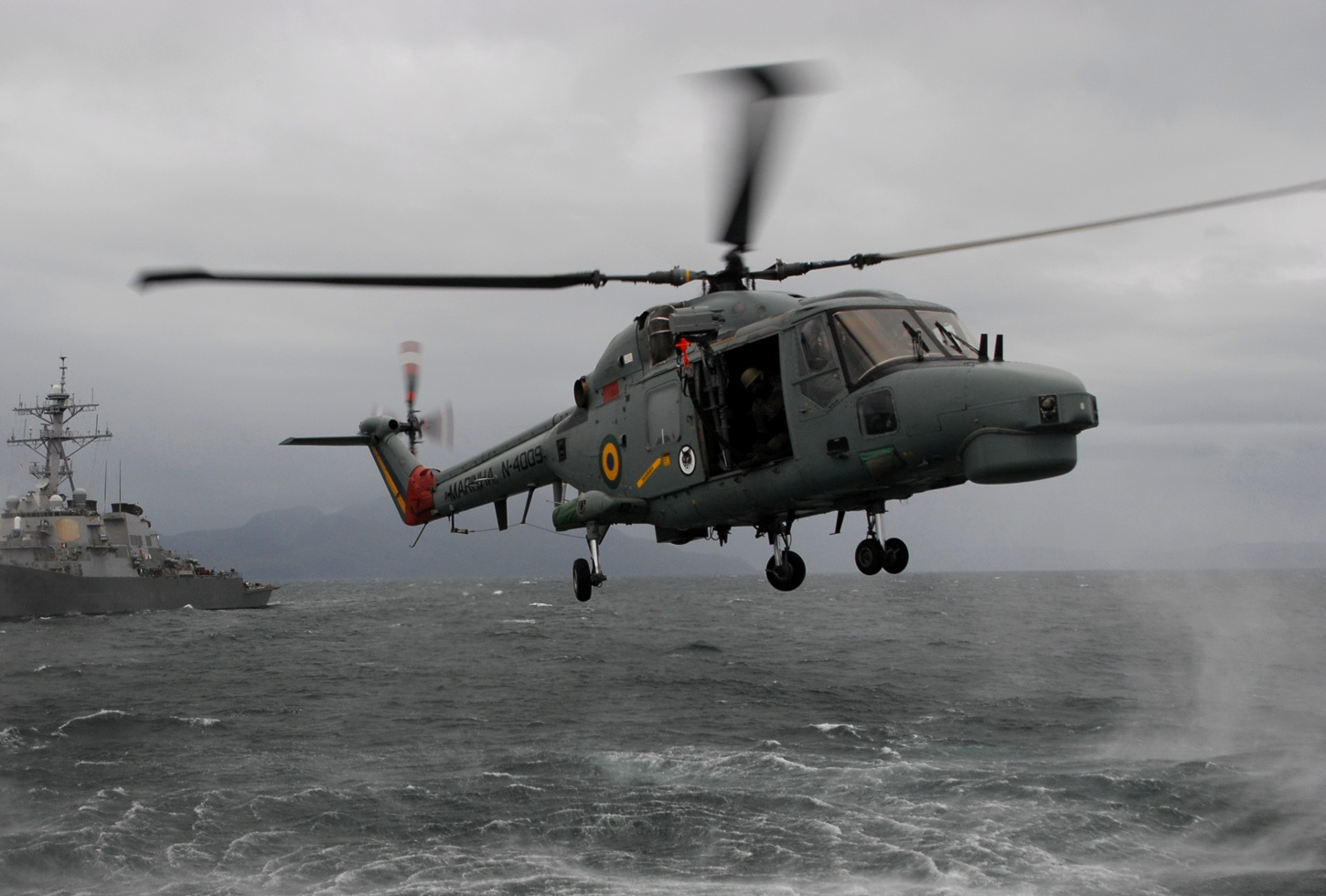
Westland Lynx HAS Mk 21A
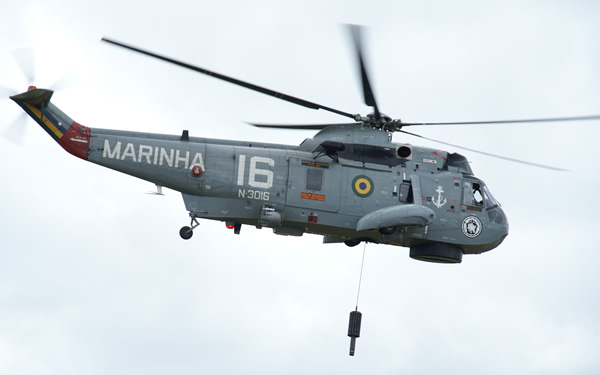
Sikorsky SH-3